# فرانکنشتاین (فیلم ۲۰۱۵)
فرانکنشتاین (انگلیسی: Frankenstein) فیلمی است که در سال ۲۰۱۵ منتشر شد.